# De lapidibus
De lapidibus (deutsch: „Über die Steine“) ist eine kleine Schrift des griechischen Philosophen und Naturforschers Theophrastos von Eresos im Bereich Meteorologie und Mineralogie. Theophrastos war Schüler und Nachfolger des Aristoteles, und auch dieses Buch steht in der Tradition des Lehrers.

## Stellung im Gesamtwerk und Überlieferung
De lapidibus gehört zu den Fragmenten oder opuscula des Autors. Bei Friedrich Wimmer findet sich der Text als Fragment II. Diogenes Laertios führt in der Aufstellung der Bücher des Theophrastos eine Schrift Über Steine I an.

## Inhalt
In §§ 1 – 3 wird eine Vorstellung von der Entstehung der Steine entwickelt. Ähnlich wie in der Meteorologie des Aristoteles wird von einem zusammenfließen, filtern, verfestigung durch Hitze und/oder Kälte gesprochen.
In §§ 3 (Ende) – 47 stellt Theophrast Steine vor, in §§ 48–69 Erden. Er führt gewöhnliche Steine wie Bimsstein und Mühlstein an, widmet aber einen weiten Raum den Edelsteinen, wie Smaragd, Sard, haemaritis, anthrax (= Karfunkel). Auch Perle, Koralle und Elfenbein werden unter die Edelsteine gerechnet. Es wird berichtet, wo die Steine gefunden werden, die Eigenschaften werden beschrieben, z. B. über den lyngurium (= Hyazinth oder eine besondere Art Bernstein): “the lyngurium … attracts other objects just as amber does”. Es wird an gleicher Stelle auch mitgeteilt, dass der Stein aus dem Urin des Luchses entsteht.
Der Text über die Erden (zum Beispiel Ocker, Goldleim, Cyanus) hat einen starken Praxisbezug. Die Stoffe werden für Gemälde und das Färben von Kleidern benutzt. Das Ausgraben ist nicht ungefährlich: “The miners, however, are said to be hampered by the danger of suffocation”. Einige Farbstoffe können produziert werden, so wird aus der Reaktion von Blei mit Essig
Bleiweiß, aus der von Kupfer mit Weinbodensatz Grünspan hergestellt. Breiter Raum wird dem Gips gewidmet. Die Reaktion des Gipses mit Wasser wird geschildert, dass er schnell abbindet, seine Haltbarkeit. Auch seine Nähe zum alabastrides ist bekannt.

## Rezeption durch römische Autoren
Die Werke Theophrasts wurden von den römischen Autoren der Republik und der Kaiserzeit gelesen und verwendet. Marcus Terentius Varro gibt ihn in seinem Buch De re rustica als Quelle an. Marcus Tullius Cicero erwähnt ihn häufig, schreibt gar in einem Atticus-Brief: cum Theophrasto, amico meo
Plinius der Ältere hat in seinem großen Werk Naturalis historia ein Buch über Steine: Edelsteine, Gemmen, Bernstein verfasst. Er zieht dabei einige römische und zahlreiche griechische Autoren als Quelle heran. Unter diesen ragt Theophrast heraus. Mehrfach nennt er ihn direkt im Text als seinen Gewährsmann. Noch häufiger gibt es Sachbezüge zu dem griechischen Autor. So heißt es z. B. bei Theophrast: „… gänzlich unbrennbar, Anthrax genannt, … sieht er aus wie glühende Kohle“. Plinius übernimmt: „… Karfunkel, so genannt wegen ihrer Ähnlichkeit mit dem Feuer, während sie selbst gegen Feuer unempfindlich sind“.

## Textausgabe und Übersetzung
- Theophrast: Über die Steine. Altgriechisch/Deutsch in Überarbeitung und Herausgabe von Mag. Markus W. Benes. Wien 2020, ISBN 979-8-6368-0942-5.
- Theophrastus: De lapidibus. Edited with introduction, translation and commentary by D.E. Eichholz. Oxford 1965.